# Parachalciope benitensis
Parachalciope benitensis är en fjärilsart som beskrevs av Holland 1894. Parachalciope benitensis ingår i släktet Parachalciope och familjen nattflyn. Inga underarter finns listade i Catalogue of Life.